# العلاقات الآيسلندية الأندورية
العلاقات الآيسلندية الأندورية هي العلاقات الثنائية التي تجمع بين آيسلندا وأندورا.

## مقارنة بين البلدين
هذه مقارنة عامة ومرجعية للدولتين:
| وجه المقارنة                                              | آيسلندا          | أندورا                                                     |
| --------------------------------------------------------- | ---------------- | ---------------------------------------------------------- |
| المساحة (كم2)                                             | 103.00 ألف       | 468                                                        |
| عدد السكان (نسمة)                                         | 317.35 ألف       | 76.18 ألف                                                  |
| الكثافة السكانية (ن./كم²)                                 | 3.08             | 16.28 ألف                                                  |
| العاصمة                                                   | ريكيافيك         | أندورا لا فيلا                                             |
| اللغة الرسمية                                             | اللغة الآيسلندية | اللغة الكتالونية                                           |
| العملة                                                    | كرونة آيسلندية   | يورو                                                       |
| الناتج المحلي الإجمالي (بليون دولار)                      | 23.91 مليار      | 3.01 مليار                                                 |
| الناتج المحلي الإجمالي (تعادل القوة الشرائية) بليون دولار | 15.79 مليار      |                                                            |
| الناتج المحلي الإجمالي الاسمي للفرد دولار أمريكي          | 50.17 ألف        |                                                            |
| الناتج المحلي الإجمالي للفرد دولار أمريكي                 | 46.55 ألف        |                                                            |
| مؤشر التنمية البشرية                                      | 0.899            | 0.858                                                      |
| رمز المكالمات الدولي                                      | +354             | +376                                                       |
| رمز الإنترنت                                              | .is              | .ad                                                        |
| المنطقة الزمنية                                           | 00، أوروبا/لندن ‏ | ت ع م+01:00، توقيت وسط أوروبا، ت ع م+02:00، أوروبا/أندورا ‏ |

## منظمات دولية مشتركة
يشترك البلدان في عضوية مجموعة من المنظمات الدولية، منها:
| علم المنظمة | اسم المنظمة                    | تاريخ انضمام آيسلندا | تاريخ انضمام أندورا |
| ----------- | ------------------------------ | -------------------- | ------------------- |
|             | منظمة الشرطة الجنائية الدولية  | ?                    | ?                   |
|             | الأمم المتحدة                  | 19 نوفمبر 1946       | 28 يوليو 1993       |
|             | مجلس أوروبا                    | ?                    | ?                   |
|             | منظمة حظر الأسلحة الكيميائية   | ?                    | ?                   |
|             | يونسكو                         | 8 يونيو 1964         | 20 أكتوبر 1993      |
|             | منظمة الأمن والتعاون في أوروبا | 25 يونيو 1973        | 25 أبريل 1996       |
|             | الاتحاد الدولي للاتصالات       | 1 أكتوبر 1906        | 12 نوفمبر 1993      |

## وصلات خارجية
- موقع وزارة الخارجية الآيسلندية
- موقع وزارة الخارجية الأندورية